# Hércules CF
Hércules Club de Fútbol er spansk fodboldklub, der ligger i Alicante. Klubben, som blev stiftet i 1922, og spiller i den spanske 3. division række, Segunda División B (2014). Hércules CF har hjemmebane på Estadio José Rico Pérez, hvor der er plads til 30,000 tilskuere.
Klubben overraskede, efter deres oprykning til La Liga i sæson 2010/2011, da de bl.a. vandt 0-2 over FC Barcelona på Camp Nou.

## Kendte spillere der spiller i klubben
- David Trezeguet
- Royston Drenthe (Lån fra Real Madrid)
- Nelson Valdez